# Hypolepis trinationalis
Hypolepis trinationalis là một loài dương xỉ trong họ Dennstaedtiaceae. Loài này được P.B. Schwartsburd mô tả khoa học đầu tiên năm 2012.
Danh pháp khoa học của loài này chưa được làm sáng tỏ. 